# Plynnon
Genre
Plynnon est un genre d'araignées aranéomorphes de la famille des Phrurolithidae.

## Distribution
Les espèces de ce genre se rencontrent en Indonésie à Sumatra et au Kalimantan, en Malaisie au Sabah et en Chine,.

## Liste des espèces
Selon World Spider Catalog (version 23.0, 31/05/2022) :
- Plynnon aduncum Jin, Li & Zhang, 2022
- Plynnon jaegeri Deeleman-Reinhold, 2001
- Plynnon longitarse Deeleman-Reinhold, 2001
- Plynnon zborowskii Deeleman-Reinhold, 2001

## Systématique et taxinomie
Ce genre a été décrit par Deeleman-Reinhold en 2001 dans les Liocranidae. Il est placé dans les Corinnidae par Bosselaers et Jocqué en 2013 puis dans les Phrurolithidae par Ramírez en 2014.

## Publication originale
- Deeleman-Reinhold, 2001 : Forest spiders of South East Asia: with a revision of the sac and ground spiders (Araneae: Clubionidae, Corinnidae, Liocranidae, Gnaphosidae, Prodidomidae and Trochanterriidae. Brill, Leiden, p. 1-591.